# Subiaco (Latium)
Subiaco ist eine italienische Gemeinde in der Metropolitanstadt Rom in der Region Latium mit 8524 Einwohnern (Stand 31. Dezember 2023). Die Gemeinde gehört zu den historisch bedeutsamsten Orten Latiums und ist Mitglied der Vereinigung I borghi più belli d’Italia (Die schönsten Orte Italiens).

## Geographie

Lage von Subiaco in der Provinz Rom

Subiaco liegt 70 km östlich von Rom und 82 km südwestlich von L’Aquila. Es liegt im Tal des Aniene.
Die Altstadt gruppiert sich zu Füßen der Burg um einen Hügel am Ausgang der Anieneschlucht. Das Gemeindegebiet erstreckt sich von 339 bis 1778 m s.l.m. Zur Gemeinde gehören die Ortsteile Madonna della Pace und Vignola. Subiaco ist Mitglied der Comunità Montana Valle dell’Aniene.
Die Gemeinde liegt in der Erdbebenzone 2 (mittel gefährdet).
Die Nachbargemeinden im Uhrzeigersinn: Agosta, Cervara di Roma, Camerata Nuova, Vallepietra, Jenne, Arcinazzo Romano, Affile, Rocca Santo Stefano und Canterano.

### Verkehr
Die nächste Autobahnauffahrt ist Vicovaro-Mandela an der A24 Autostrada dei Parchi in 25 km Entfernung.

 Das Gemeindegebiet von Subiaco wird von der strada statale Sublacense (SS 411), die von Arsoli bis Frosinone führt, durchzogen.
Bis 1933 endete in Subiaco die Nebenbahnstrecke, die vom Bahnhof Mandela-Sambuci durchs Anienetal führte. Heute befindet sich der nächste Bahnhof in Arsoli an der Bahnstrecke Rom–Sulmona. Die öffentlichen Busse der Gesellschaft Cotral fahren allerdings den Bahnhof Vicovaro an derselben Strecke an. Weitere Cotral-Verbindungen gibt es nach Tivoli, Frosinone und Rom (Metrostation Ponte Mammolo).

## Geschichte
Kaiser Claudius ließ oberhalb der heutigen Stadt drei Stauseen anlegen, um die Qualität des Wassers, das der Aquädukt Anio Novus nach Rom transportierte, zu verbessern. Die Seen dienten dabei als Absetzbecken für Sedimente. Den Wert als Wohnlage erkannte erst sein Nachfolger Kaiser Nero und ließ sich eine weitläufige Villa an einen der Seen bauen. Andere Patrizierfamilien aus Rom folgten schnell seinem Beispiel. Ein Stück flussabwärts entstand ein Dorf für Bedienstete und Sklaven mit dem Namen Sublaqueum (unter den Seen), der Vorgänger der heutigen Stadt.
Zwei der Staumauern brachen wohl schon im 12. Jahrhundert. Jedenfalls ist seither in Chroniken nur noch von einem See die Rede. Die dritte Mauer wurde 1305 zerstört. Die Flutwelle vernichtete wohl auch die Nerovilla, von der Reste am Stadtrand ausgegraben wurden.
Um das Jahr 500 beschloss der junge Benedikt von Nursia, als Einsiedler in eine Höhle oberhalb der Nerovilla zu ziehen. Er verließ die Höhle erst nach drei Jahren – auf Zureden seiner Schwester, der Heiligen Scholastika. Nach einer Zeit im Kloster in Vicovaro gründete er in einem Gebäude der Nerovilla das Kloster S. Clemente, sicher mit der Unterstützung des damaligen (heute unbekannten) Besitzers. Die Villen waren zu dieser Zeit noch in Benutzung. Da er einen großen Zulauf von neuen Anhängern hatte, folgte in kurzer Zeit die Gründung von 12 weiteren Klöstern im Anienetal. Von diesen ist heute nur noch das Kloster Santa Scolastica erhalten.
Der Legende nach soll der Priester Florentius (vermutlich aus Subiaco) aus Neid und Missgunst gegen Benedikt Intrigen geschmiedet haben. So hat er angeblich den Mönchen 13 nackte Jungfrauen auf den Hals geschickt, um sie in Versuchung zu bringen. In Wirklichkeit gab es wohl einen Konflikt mit dem Bischof von Tivoli, dem der wachsende Einfluss Benedikts ein Dorn im Auge war. 529 zog Benedikt die Konsequenz und ging mit einigen treuen Anhängern zum Montecassino, auf dem er das heutige Mutterkloster der Benediktiner gründete.
Das Klosterleben der Benediktiner im Tal von Subiaco erlosch jedoch nie, auch wenn die Mönche im 9. Jahrhundert mehrfach vor den Sarazenen nach Rom flüchten mussten. Allerdings konzentrierte sich das Klosterleben immer mehr auf S. Scolastica. Ab ca. 1200 entstand über der Höhle (Sacro Speco) des Einsiedlers Benedikt das zweite heute erhaltene Kloster San Benedetto.
Durch Schenkungen erwarb Santa Scolastica einen großen Territorialbesitz, der sich über das ganze obere Anienetal erstreckte und mit einer Reihe Burgen z. B. in Arsoli und Cervara gesichert wurde. Das 13. und 14. Jahrhundert stellte die Blütezeit der Abtei dar – allerdings auf Kosten der Landbevölkerung, die brutaler als in allen umgebenden Herrschaften unterdrückt und ausgebeutet wurde.
Der Ort Subiaco hatte in dieser Zeit die gleiche Rolle wie noch zur römischen Kaiserzeit. Es wohnten dort Handwerker und Bedienstete, die für das Kloster arbeiteten. Auf der Spitze des Bergkegels, um den die Stadt sich erstreckt, wurde eine Burg errichtet, die einigen Äbten als Residenz diente.
Im November 1454 eskalierte die Lage, als Jugendliche aus dem Ort zwei Mönche belästigten. Der Abt schickte noch in der Nacht seine Söldner nach Subiaco, die bis zum Morgen 15 junge Männer an den Galgen brachten. Dies führte zum Volksaufstand und der Verwüstung der Abtei.

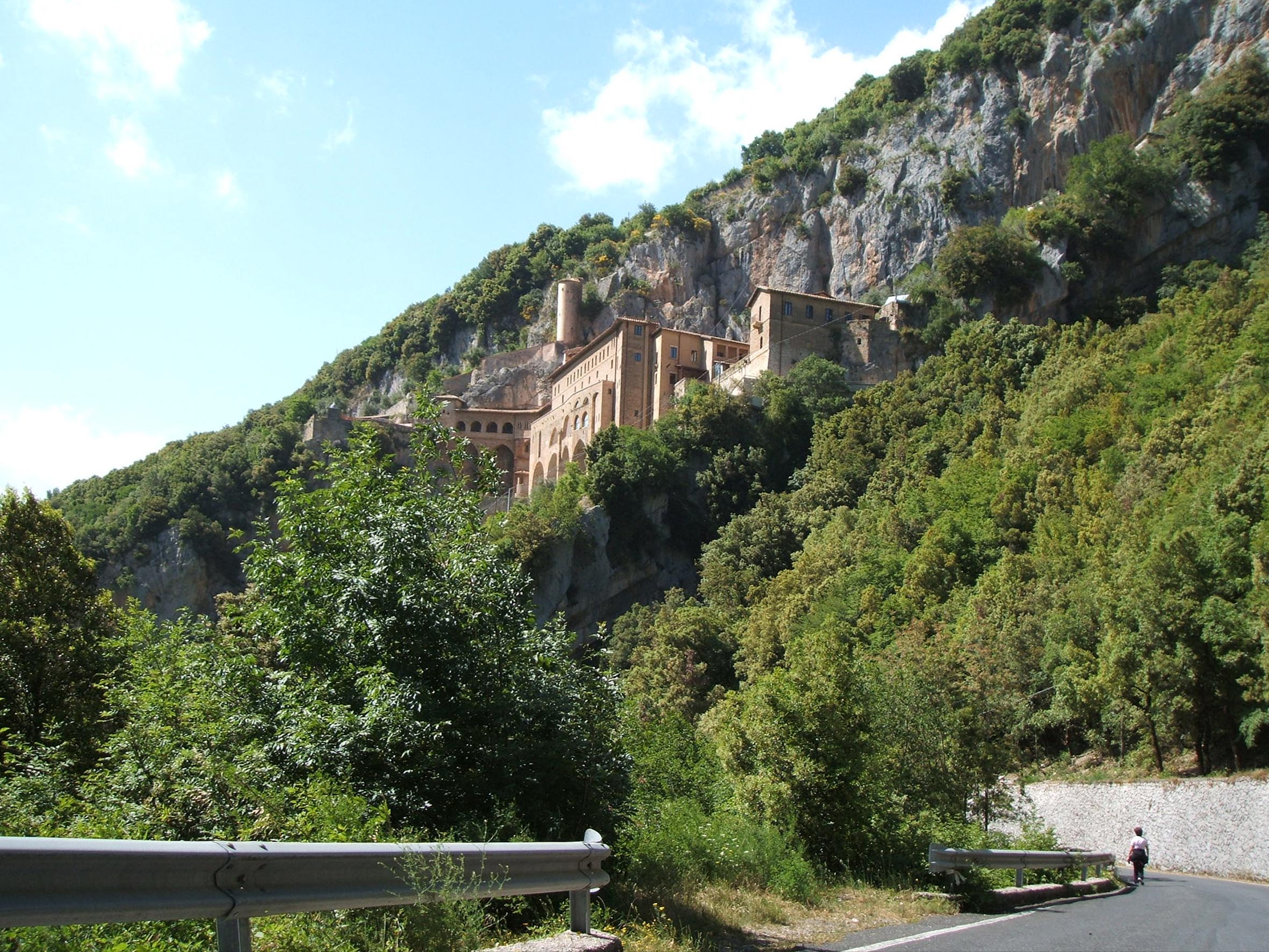
Subiaco, Kloster San Benedetto

Papst Calixtus III. nahm das Geschehen zum Anlass, die Abtei in eine Kardinalskommende umzuwandeln. Die Äbte wurden daher nicht mehr von den Mönchen gewählt, sondern waren auswärtige Kardinäle, die vom Papst eingesetzt wurden. Der erste Kardinalabt Giovanni Torquemada gründete die erste Druckerei Italiens in Subiaco.
1467 wurde der Rodrigo Borgia, der spätere Papst Alexander VI., Kardinalabt, und residierte in der Burg von Subiaco, die er für sich ausbaute. Das Stierwappen der Borgia prangt seither an der Burg. In der Folgezeit konkurrierten alle wichtigen Adelsfamilien Roms um den einträglichen Posten des Kardinalabts von Subiaco.
Papst Benedikt XIV. hob 1753 alle weltliche Macht und Pfründen der ältesten Benediktinerabtei auf, die seither nur noch rein geistliche Bedeutung hat.

## Sehenswürdigkeiten

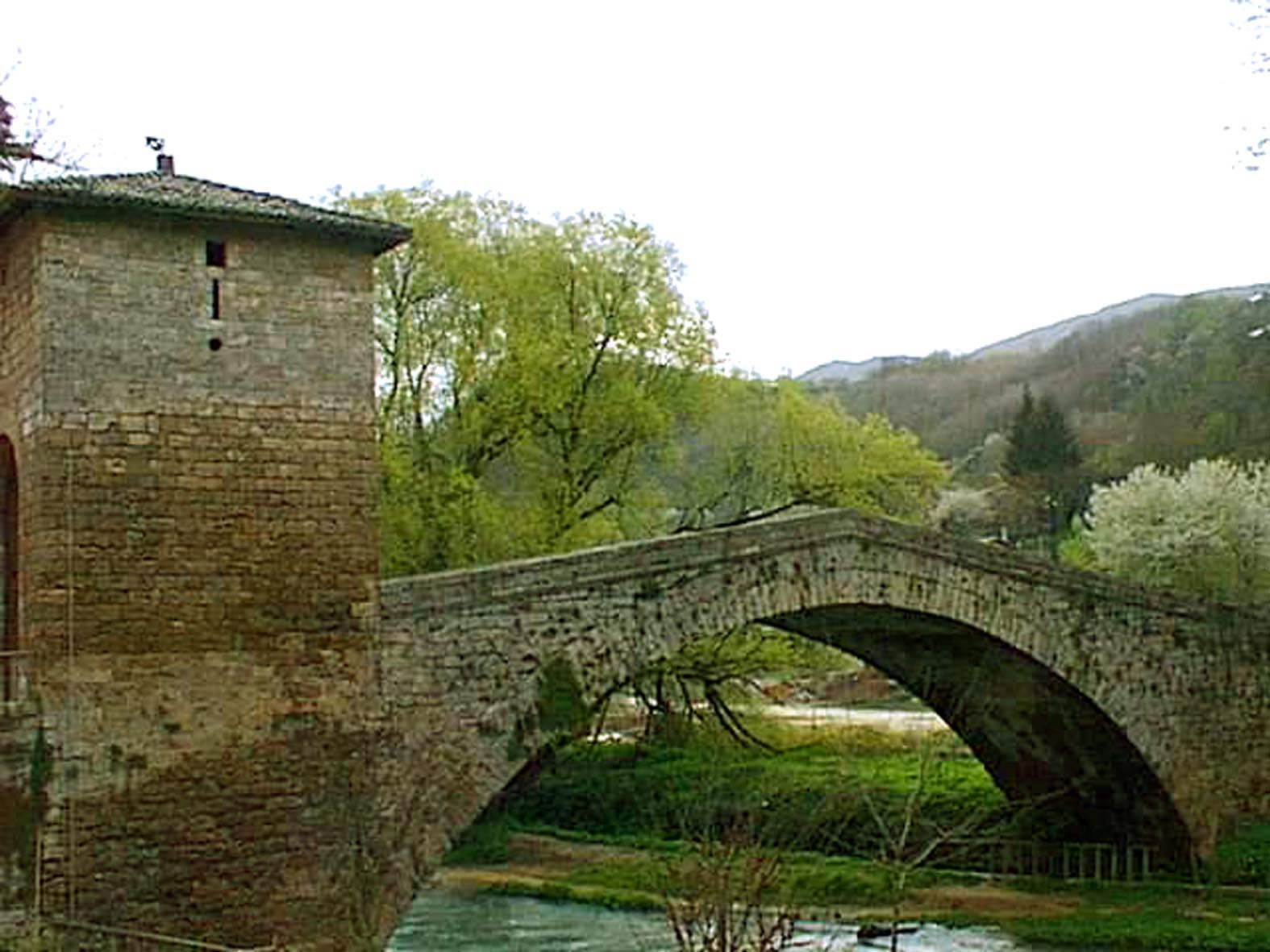
Brücke San Francesco (lichte Weite 37 m)

- Ausgrabungen der Villa Neros an der Straße zu den Klöstern, Besichtigung auf Anfrage
- Kloster Santa Scolastica, seit dem 10. Jahrhundert Hauptkloster der Benediktiner in Subiaco; bedeutende Bibliothek; drei Kreuzgänge aus dem 13., 14. und 16. Jahrhundert; Kathedrale St. Scholastika, das Kloster wurde im Zweiten Weltkrieg stark beschädigt, die Fassade danach in nüchternem Stil wieder aufgebaut.
- Kloster San Benedetto oder Sacro Speco wurde vom 12. bis zum 14. Jahrhundert über der Einsiedlerhöhle des Heiligen Benedikt erbaut und klammert sich wie ein Schwalbennest an eine Felswand. Die Wände der Ober- und Unterkirche sowie der anschließenden Kapellen sind komplett mit bedeutenden Fresken aus dem 12.–17. Jahrhundert bemalt.
- Rocca Abbaziale, Zwingburg der Äbte aus dem 11. Jahrhundert. Heutige Gestalt aus dem 15. Jahrhundert, Rodrigo Borgia.
- Kirche San Francesco (ab 1327) mit schöner Renaissanceausstattung
- Ponte di San Francesco (1358), Brücke an der Straße nach Arsoli
- Subiaco ist Abschluss der zehnten Etappe des Pilgerwegs Benediktweg von Norcia über Subiaco nach Montecassino.

## Bevölkerungsentwicklung
| Jahr      | 1871 | 1901 | 1921 | 1936 | 1951 | 1971 | 1991 | 2001 |
| Einwohner | 7525 | 8003 | 9348 | 9053 | 9178 | 8431 | 9004 | 9030 |

Quelle: ISTAT

## Politik
Francesco Pelliccia (Lista Civica: Insieme Per Subiaco) wurde bei der Wahl am 14./15. Mai 2011 zum Bürgermeister gewählt. Er löste Pierluigi Angelucci ab, der nicht mehr kandidierte; seit der Wahl vom 5. Juni 2016 amtiert er zum zweiten Mal.

### Wappen
Der antike lateinische Name von Subiaco lautet Sublacum oder Sublaqueum, was so viel wie „unter den Seen“ bedeutet. Darauf geht auch das Wappen zurück. Auf gestreiftem Schild liegen drei Seen. Darunter ein Schriftband mit der Inschrift „SUB LACUM“.

### Städtepartnerschaft
- Ochsenhausen in Baden-Württemberg; seit 1989[5]
- Subiaco City in Western Australia

## Söhne und Töchter der Stadt
- Cesare Borgia (1475/76–1507), Sohn von Papst Alexander VI., Herzog von Valentinois und Vorbild für Der Fürst; möglicherweise wurde er hier geboren
- Lucrezia Borgia (1480–1519), Tochter von Papst Alexander VI., Herzogin von Ferrara; soll nach manchen Quellen auf der Burg von Subiaco geboren sein
- Antonio Benedetto Antonucci (1798–1879), Kardinal der katholischen Kirche
- Carmine Gori-Merosi (1810–1886), Kardinal der katholischen Kirche
- Gina Lollobrigida (1927–2023), Schauspielerin
- Pier Paolo Capponi (1938–2018), Schauspieler
- Benedetto Tuzia (* 1944), Bischof von Orvieto-Todi
- Francesco Graziani (* 1952), Fußballspieler und Fußballtrainer
- Valerio Checchi (* 1980), Skilangläufer
- Lucy Chaffer (* 1983), australische Skeletonpilotin
- Ashley Tshanda Ongonga (* 2007), kenianische Skilangläuferin